# 昨日よりも若く
『昨日よりも若く』（きのうよりもわかく、Younger Than Yesterday）は、アメリカのロック・バンド、ザ・バーズによる4枚目のアルバムで、1967年2月6日にコロムビア・レコードからリリースされた。

## 概要
サイケデリアとジャズの要素を音楽に統合しているのが特徴。これは、前作『霧の5次元』で開始したプロセスだと言える。さらに、このアルバムでは、バンドとレコード プロデューサーのゲイリー・アッシャーが、金管楽器、リバース・テープ・エフェクト、電子オシレーターなど、新しい音楽のテクスチャーを実験している様子が捉えられている。
本作はまた、バンドのベーシストであるクリス・ヒルマンが有能なソングライターおよびボーカリストとして登場したことを示した。本作以前、ヒルマンはバーズと共作のクレジットを1つしか受け取っていなかったが、このアルバムでは、4曲の単独の作曲家としてクレジットされ、「ロックンロールスター」の共作者としてクレジットされた。バーズの専門家であるティム・コナーズは、本作でのヒルマンの作曲の2つがカントリーアンドウェスタンの影響を示しており、多かれ少なかれバーズのその後のアルバム、すべての曲にフィーチャーされるカントリー・ロックの実験の初期の指標と見なすことができると述べている。
本作がリリースされると、ビルボード・トップLPチャートで24位に達し、UKアルバムチャートでは37位に達した 。1967年1月にシングル「ロックン・ロール・スター」が先行し、ビルボード・ホット100のトップ30に達した。アルバムからカットされた2枚のシングル「マイ・バック・ペイジズ」と「あの娘を見なかったかい」も、ビルボードのシングルチャートで適度な成功を収めた。ただし、英国ではチャートインしなかった。音楽評論家のリッチー・ウンターバーガーとデヴィッド・フリッケはどちらも、リリース当時は大衆に見過ごされていたが、アルバムの批評的地位は年々向上しており、今日では『昨日よりも若く』はバーズの最高のアルバムの1つと見なしている。『昨日よりも若く』のタイトルは、アルバムでカバーされたボブ・ディランの曲「マイ・バック・ページズ」の歌詞に由来している。

## トラックリスト

### Side 1
1. ロックン・ロール・スター - So You Want to Be a Rock 'n' Roll Star
(Jim McGuinn, Chris Hillman) - 2:05
2. あの娘を見なかったかい - Have You Seen Her Face
(Chris Hillman) – 2:25
3. C.T.A.-102 - C.T.A.-102
(Jim McGuinn, Robert J. Hippard) – 2:28
4. ルネッサンス・フェア - Renaissance Fair
(David Crosby, Jim McGuinn) – 1:51
5. タイム・ビトウィーン - Time Between
(Chris Hillman) – 1:53
6. 燃えつくせ - Everybody's Been Burned
(David Crosby) – 3:05

### Side 2
1. 思想と言語 - Thoughts and Words
(Chris Hillman) – 2:56
2. マインド・ガーデンズ - Mind Gardens
(David Crosby) – 3:28
3. マイ・バック・ペイジズ - My Back Pages
(Bob Dylan) – 3:08
4. 名もない少女 - The Girl with No Name
(Chris Hillman) – 1:50
5. 何故 - Why
(Jim McGuinn, David Crosby) – 2:45

### 1996年CD再発ボーナス・トラック
1. イット・ハップンス・イーチ・デイ - It Happens Each Day
(David Crosby) – 2:44
2. ドント・メイク・ウェイヴス - Don't Make Waves
(Jim McGuinn, Chris Hillman) – 1:36
3. マイ・バック・ペイジズ（オルタネイト・ヴァージョン） - My Back Pages [Alternate Version]
(Bob Dylan) – 2:42
4. マインド・ガーデンズ（オルタネイト・ヴァージョン） - Mind Gardens [Alternate Version]
(David Crosby) – 3:17
5. レディ・フレンド - Lady Friend
(David Crosby) – 2:30
6. オールド・ジョン・ロバートソン（シングル・ヴァージョン） - Old John Robertson [Single Version]
(Jim McGuinn, Chris Hillman) – 5:05
Note: this song ends at 1:53; at 2:03 begins "Mind Gardens" [Instrumental Guitar Track] (David Crosby)

## 参加ミュージシャン
So You Want to Be a Rock 'n' Roll Star: The Byrds Day-By-Day (1965–1973) 、The Byrds: Timeless Flight Revisited、コンパクト・ディスクのライナー・ノーツ、およびその他のオンライン ソース: クレジットには、アルバムのCDおよびデジタル・リリースのボーナス・トラックが含まれます。
バーズ
- ジム・マッギン – リードギター、ボーカル
- デヴィッド・クロスビー - リズムギター、ボーカル
- クリス・ヒルマン – エレクトリック・ベース、ボーカル(「It Happens Every Day」ではアコースティック・ギター)
- マイケル・クラーク - ドラムス

サポート・ミュージシャン
- ヒュー・マセケラ – トランペット(on "So You Want to Be a Rock 'n' Roll Star" and "Lady Friend")
- セシル・バーナード (Hotep Idris Galeta) – ピアノ(on "Have You Seen Her Face")
- ジェイ・ミリオリ – サックス(on "Renaissance Fair")
- ヴァーン・ゴスディン – アコースティック・ギター(on "Time Between")
- クラレンス・ホワイト – ギター(on "Time Between" and "The Girl with No Name")
- ダニエル・レイ (ビッグ・ブラック) – パーカッション